# Kyra Gantois

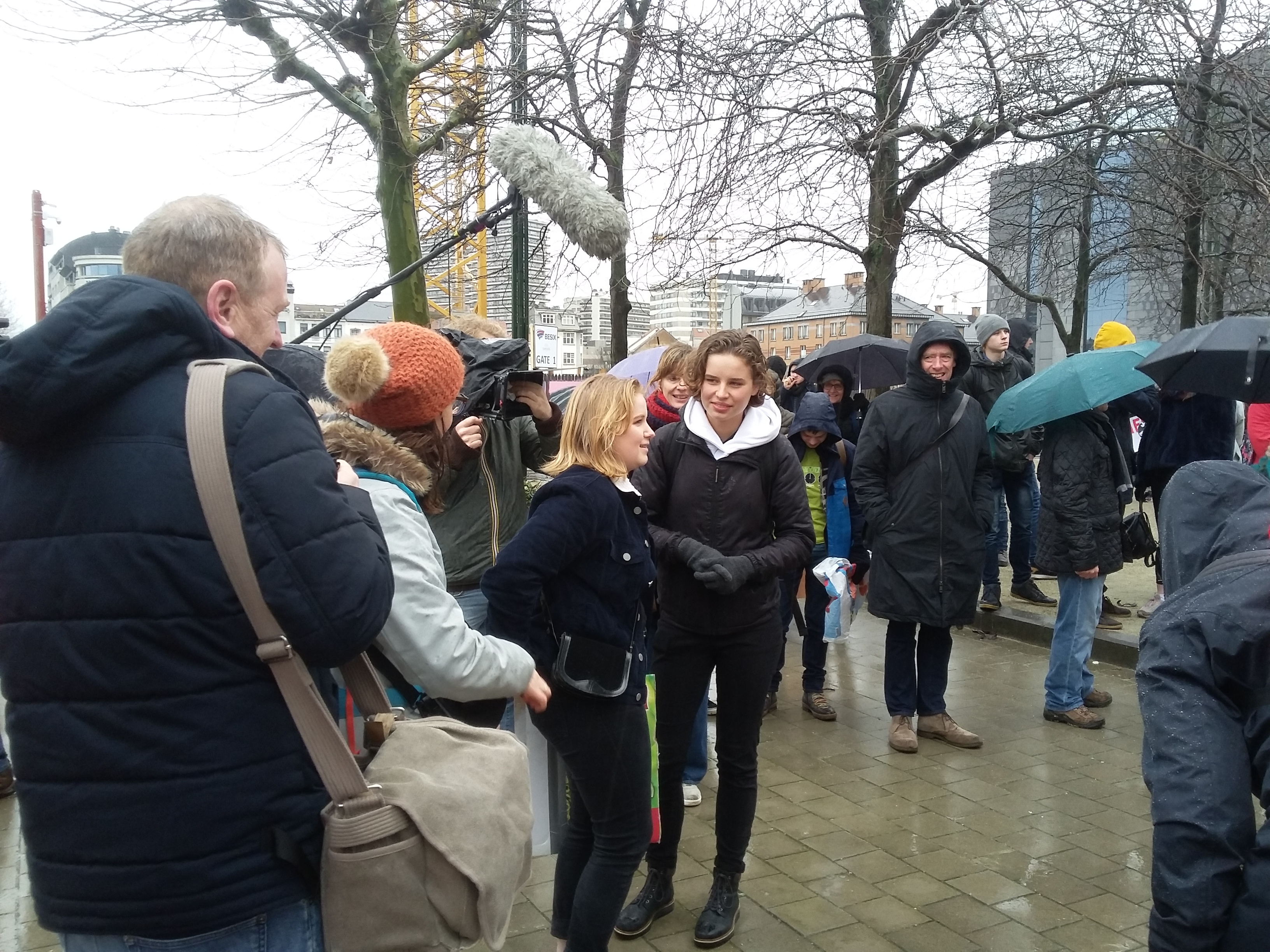
Gantois en De Wever op zondag 27 januari 2019 in Brussel

Kyra Gantois (17 februari 1999) is een Belgische klimaatactiviste uit Mortsel. Samen met Anuna De Wever, die ze kende van het Koninklijk Atheneum van Mortsel, riep ze scholieren via sociale media op om in Brussel te demonstreren voor het klimaat. Sinds de oproep vonden verschillende edities van Schoolstaking voor het klimaat op donderdag plaats. Ze werd hierbij een spreekbuis van deze beweging.

## Activisme
Hun scholierenactie "Spijbelen voor het klimaat" begon in januari 2019 in navolging van de internationale bewegingen "School Strikes 4 Climate" en "Fridays for Future" die in augustus 2018 ontstonden en regeringen wereldwijd oproepen tegen de opwarming van de Aarde. De eerste actie kwam er na de zomervakantie op 20 augustus 2018 door Greta Thunberg. Die besloot elke schooldag te staken tot de Zweedse parlementsverkiezingen op 9 september 2018. In navolging volgden in november 2018 acties in Australië. Hierdoor geïnspireerd riepen begin januari de 19-jarige Kyra Gantois en de 17-jarige Anuna De Wever via sociale media op om elke donderdag te spijbelen en actie te voeren in Brussel.
Bij het begin van haar oproep tot klimaatacties liet Gantois samen met De Wever zich adviseren door Greenpeace inzake de analyse en argumentatie van de door het IPCC en de klimaatbeweging vooropgestelde beleidsmaatregelen alsook inzake haar communicatie met politici, pers en publiek. Ook wat betreft de organisatie en mobilisatie van de klimaatbetogingen konden ze rekenen op de logistieke steun van de milieuorganisatie.
De eerste stakingsdag 10 januari 2019 kende een opkomst van 3.000 leerlingen in Brussel. In de weken erna groeide het deelnemersaantal van 12.500 deelnemers (op 17 januari) tot 35.000 jongeren (op 24 januari). De weken erna bleven tienduizenden scholieren spijbelen voor het klimaat.
Op 29 mei 2019 wonnen Gantois en De Wever de 69ste Arkprijs van het Vrije Woord vanwege hun acties. Het comité achter de prijs "ziet in de inzet van De Wever en Gantois - en met hen van de bredere beweging Youth for Climate - een eigentijdse vertaling van het Vrije Woord dat uitgedragen wordt door een jonge generatie".
Eind augustus 2019 heeft Gantois de stuurgroep van Youth for Climate verlaten, nadat ze zich "als een stuk vuil behandeld" voelde. De organisatie zelf stelt: "Kyra [Gantois] was een ongelooflijke organisatorische kracht die de beweging mee op gang heeft gebracht en we zijn dankbaar voor alles wat ze gedaan heeft. Maar we hebben ook gemerkt dat ze moeite had om zichzelf te positioneren in het grotere team dat Youth for Climate in de maanden nadien is geworden".